# Fruhstorferia birmanica
Fruhstorferia birmanica är en skalbaggsart som beskrevs av Gilbert John Arrow 1907. Fruhstorferia birmanica ingår i släktet Fruhstorferia och familjen Rutelidae. Inga underarter finns listade i Catalogue of Life.